# Alessandro Orsini (sociolog)
Alessandro Orsini, italijanski sociolog in univerzitetni profesor, * 14. april 1975, Neapelj, Kampanija, Italija.

## Življenje

### Kariera
Orsini je direktor in ustanovitelj Observatorija mednarodne varnosti univerze LUISS in časopisa Sicurezza Internazionale (Mednarodna varnost). Je izredni profesor na oddelku za politične vede LUISS, kjer poučuje splošno sociologijo in sociologijo terorizma. Njegove knjige so izdale velike ameriške univerze, njegovi članki pa so se pojavili v najbolj uglednih mednarodnih znanstvenih revijah, specializiranih za študije terorizma. Specializiran je za strategije vstopa v nasilne skupine, ki jih motivira ideološko sovraštvo. Prejel je nacionalno znanstveno kvalifikacijo rednega profesorja za splošno sociologijo.
Z odlokom predsednika vlade leta 2016 je bil imenovan za člana vladne komisije za preučevanje džihadističnega ekstremizma. Od leta 2011 je raziskovalni sodelavec na Tehnološkem inštitutu Massachusettsa (MIT), kjer je bil gostujoči učenjak na Oddelku za politologijo in na Centru za mednarodne študije. Je član odbora za »scenarije prihodnosti« štaba za obrambo. Je član znanstvenega odbora revije Studies in Conflict and Terrorism. Je član Mreže za ozaveščanje o radikalizaciji (Radicalization Awareness Network), ki jo je ustanovila Evropska komisija za preučevanje in preprečevanje procesov radikalizacije proti terorizmu (od 2012). Od leta 2013 do 2016 je bil direktor Centra za študij terorizma Univerze v Rimu Tor Vergata.